# Краснодарский завод объёмно-блочного домостроения
АО Специализированный застройщик «ОБД» (сокращённо  АО СЗ ОБД) — головное предприятие строительной отрасли Краснодарского края по выпуску объёмно-блочных элементов для возведения жилых домов. Завод является одним из немногих сохранившихся советских предприятий, специализировавшихся на индустриальном домостроении. 
Годовая производственная мощность завода составляет более 200 тыс. кв. метров в год. С 1974 по 2024 год из блок-комнат Краснодарского ОБД было построено более 8,5 млн кв. метров жилья.

## История

### Предыстория
В начале 1960-х годов ЦНИИЭП жилища совместно с коллективом «Краснодарпромстроя» работал над внедрением технологии объёмно-блочного (модульного) домостроения. Для этого в 1961 году на краснодарском ДСК-1 открылся цех крупнопанельного домостроения, занимавшийся производством объёмных блок-комнат типа «лежащий стакан». Первый произведённый этим цехом четырёхэтажный жилой дом был сдан в эксплуатацию в сжатые сроки – в апреле 1962 года. Для строительства таких домов был разработан типовой проект БКР-1.
Вскоре технология модульного домостроения получила широкое распространение в Краснодарском крае: аналогичные цеха были открыты при домостроительных комбинатах в Гулькевичах и Сочи. Помимо БКР были разработаны проекты для 3, 5 и 9-этажных жилых зданий, а также одноквартирных домов для усадебной застройки в сельской местности. Началось формирование так называемого «Краснодарского технического направления», подразумевавшее конструкцию объёмного блока, основанную на бескаркасной объёмно-блочной конструктивной схеме серии БКР.

### Краснодарский завод ОБД

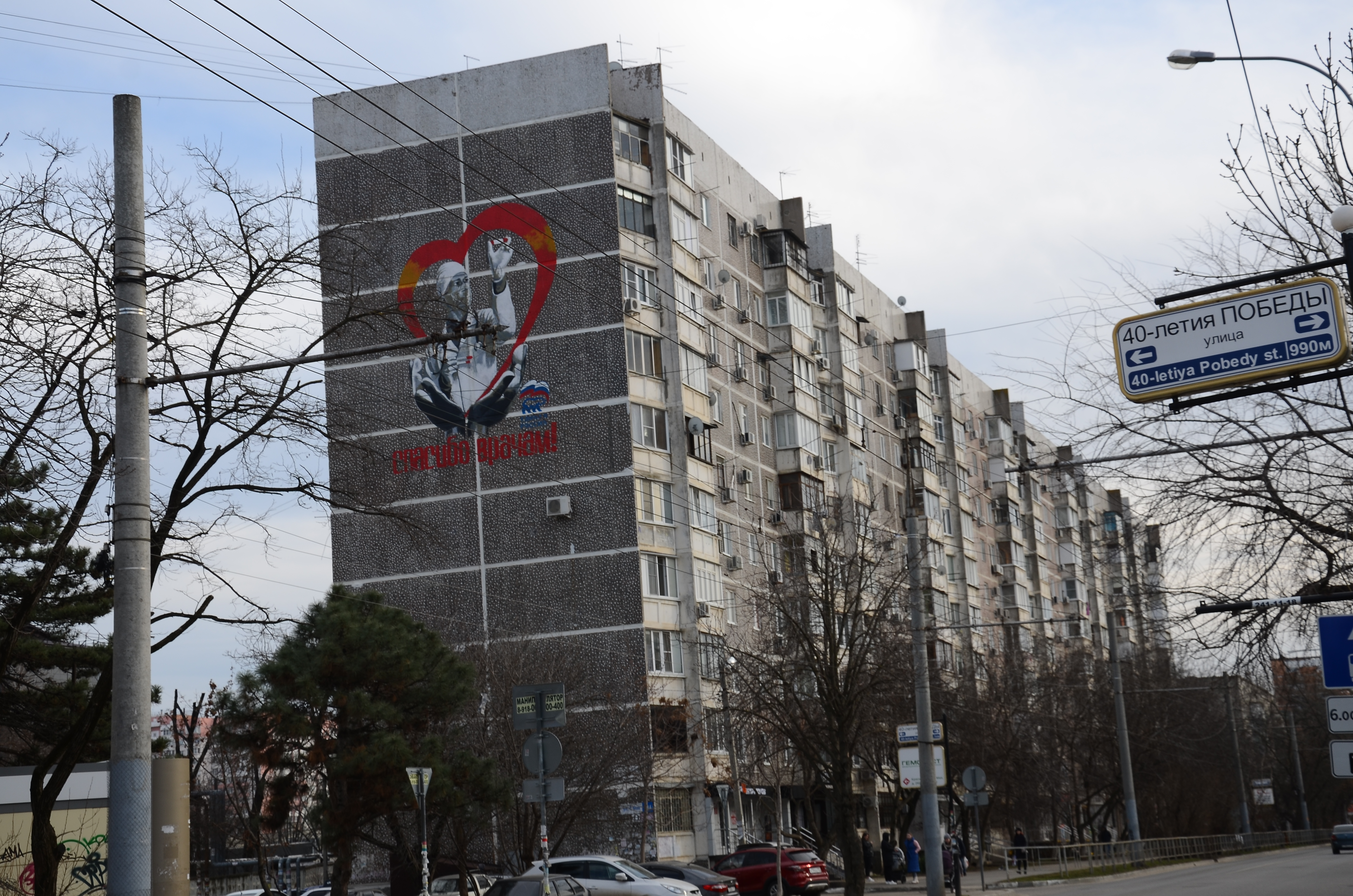
10-этажный жилой дом серии БКР-2 в Краснодаре

В 1972 году в Краснодаре началось строительство завода, специализировавшегося на объемно-блочном домостроении. Новое предприятие расположилось на территории Восточной промышленной зоны по ул. Тихорецкой, проектная мощность нового завода составляла 32,5 тыс. квадратных метров жилой площади в год.  
По замыслу Совета Министров СССР новое краснодарское предприятие должно было стать ведущим в Краснодарском крае по выпуску блок-комнат для жилых многоэтажных домов. 24 декабря 1974 года был достроен и запущен Краснодарский завод объёмно-блочного домостроения (завод ОБД). В этот день на заводе была выпущена первая блок-комната. Завод вошёл в подчинение Министерству промышленного строительства СССР. 
Изначально на заводе производились блок-комнаты для типовой серии 9-этажных домов БКР-2, однако в 1977 году в мкр. Гидростроителей г. Краснодара был построен первый в СССР и Европе 12-этажный жилой дом серии БКР-1 из объёмных элементов. Характерной особенностью этого дома стал фасад, сформированный путем чередования закрытых и открытых лоджий с круглыми проёмами. Архитектурный облик фасада был вдохновлён архитектурой жилой башни Нагакин в Токио. Вскоре похожие 12-этажные здания появились и в других районах Краснодара. 

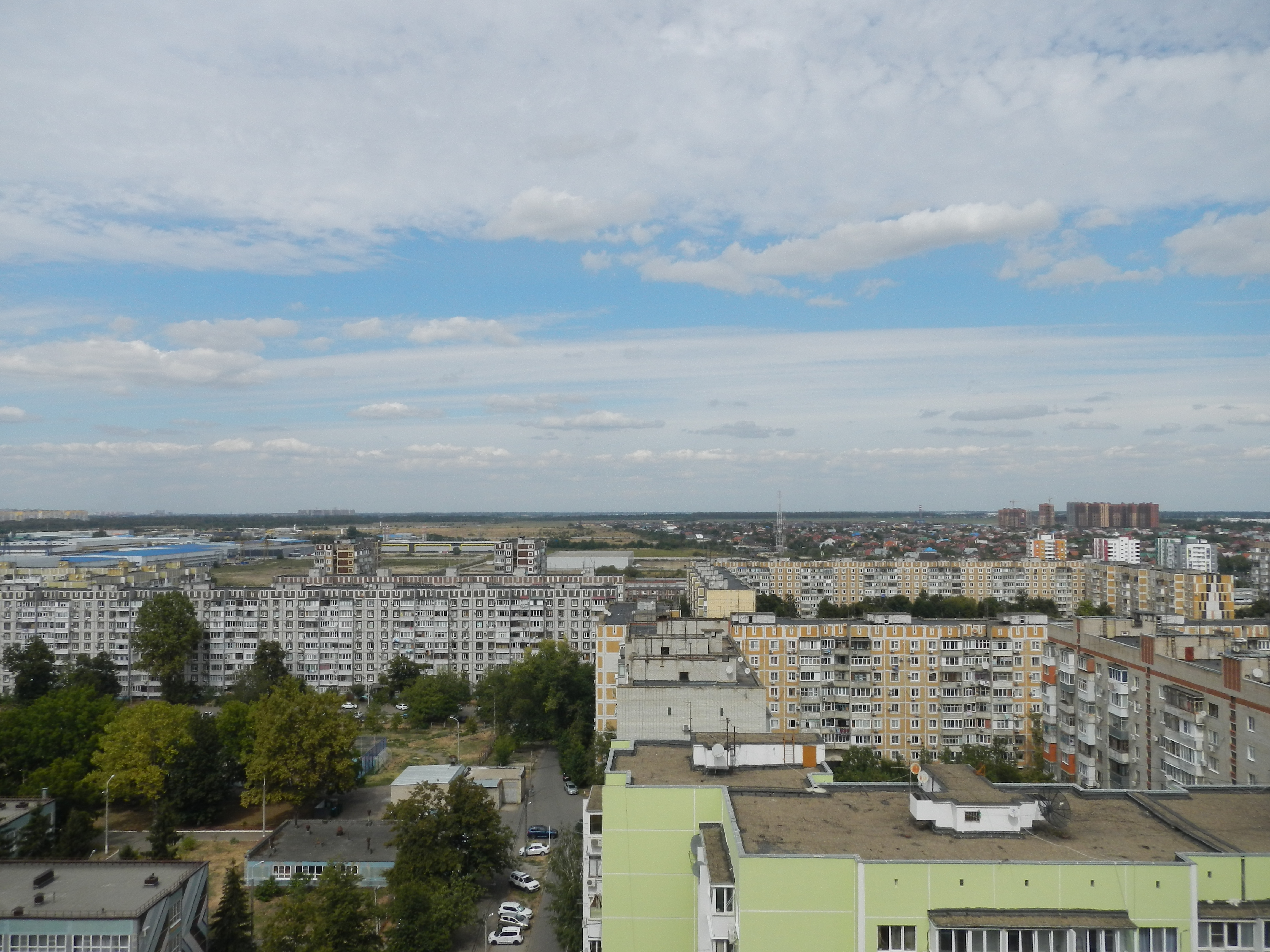
Комсомольский микрорайон Краснодара, застроенный 9-этажными жилыми домами серии БКР-2

На рубеже 1970-х – 1980-х годов Краснодарское техническое направление объёмно-блочного домостроения достигло наибольшего распространения. Домами, собранными из блок-комнат Краснодарского ОБД, начали активно застраиваться новые микрорайоны Краснодара: Гидростроителей, Фестивальный, Комсомольский, Юбилейный и т.д. Городское строительство жилых зданий из блоков типа «лежащий стакан» осуществлялось не только в Краснодаре, но и в Сочи, Пятигорске, Верхней Салде, Николаеве, Воркуте, Ухте и в других городах СССР. 
В 1984 году завод ОБД выпустил 1 млн кв. м жилья. 
В 1986 году была сдана в эксплуатацию вторая очередь завода ОБД мощностью 96 тыс. кв. метров в год.
1 апреля 1987 года завод ОБД вошёл в состав Комбината индустриального домостроения.
1 июля 1989 года комбинат был расформирован. С этого момента ОБД стал подсобным промышленным предприятием объединения «Краснодарпроектстрой» Минюгстроя СССР.
В 1990 году завод ОБД был преобразован в Краснодарское арендное предприятие объёмно-блочного домостроения, в составе которого в 1991 году появилось собственное строительно-монтажное управление (СМУ).

### Российский период

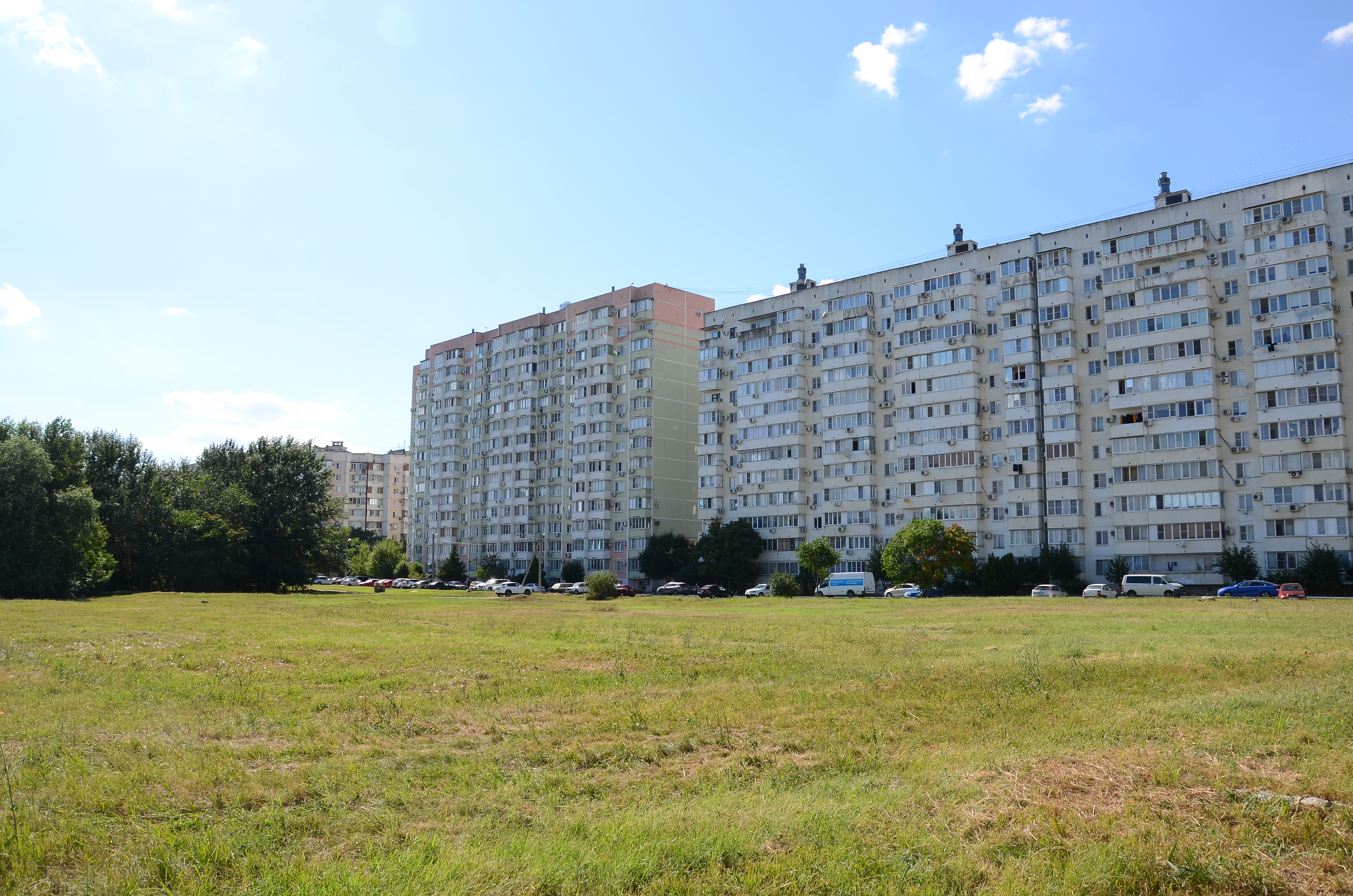
Типовые дома БКР-2с в Юбилейном микрорайоне Краснодара

21 октября 1992 года предприятие приватизируется и акционируется в ЗАО «ОБД». Распад СССР и отмена плановых заданий на строительство жилья ухудшили экономическое положение Краснодарского ОБД. Кратное снижение заказов привело к трёхкратному снижению объём выпускаемой продукции. Из-за экономического кризиса и обвала курса рубля заключавшиеся договоры на строительство домов не покрывали себестоимость строительства. Невыплата заработной платы сотрудникам составляла более 8 месяцев. 
К началу XXI века ЗАО «ОБД» находилось на грани банкротства, пока 8 ноября 2004 года контрольный пакет акций не был выкуплен новыми собственниками.  
В 2005 году была проведена модернизация производства, в которую было вложено более 800 млн руб. Для этого было закуплено немецкое технологическое оборудование «Upcrete» производства «RATEC GmbH». После проведённой модернизации завод начал выпуск блок-комнат для строительства 16-этажных жилых домов серии БКР-2с сейсмоустойчивостью 8 баллов. Монтаж одной блок-секции 16-этажного жилого дома занимал в среднем 50-60 дней, что сделало такое строительство востребованным. 

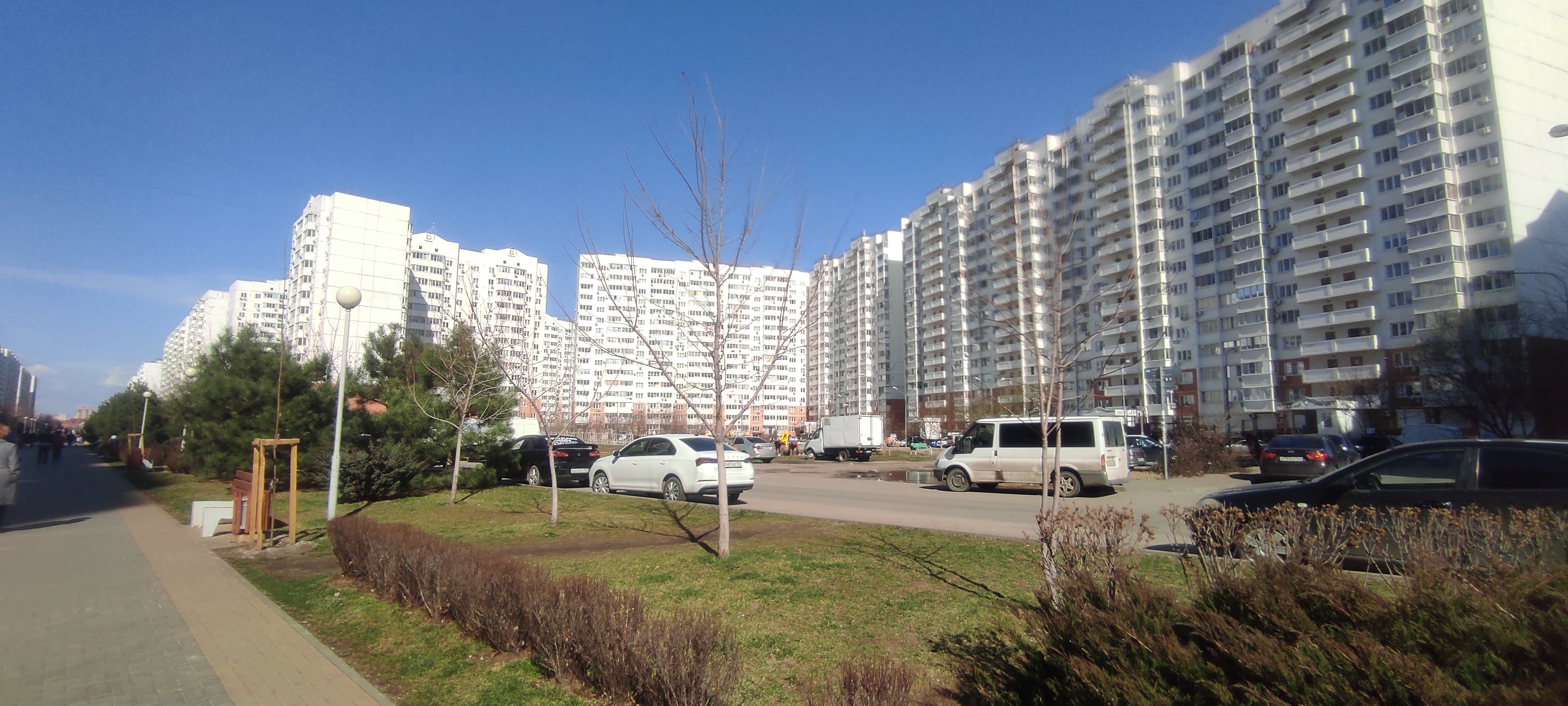
Московский микрорайон Краснодара, застроенный типовыми домами БКР-2с, ПБКР-2с

К концу 2000-х годов завод «ОБД» смог выйти из состояния кризиса. Этому во многом способствовало активное развитие строительства на Юге России.
В 2010 году ОБД впервые освоило строительство коттеджей. Тогда же был создан цех по производству пенополистирола мощностью 100 тыс. м3 в год. За счёт быстрой скорости монтажа домов в Краснодаре началась активная застройка новых микрорайонов города (Московский, Молодёжный, Почтовый, Восточно-Кругликовский и т.д.). Аналогичное жилищное строительство развернулось в Анапе, Ростове-на-Дону, Новороссийске, Крымске, Майкопе, Лабинске, Тихорецке и других городах Юга России.  
В 2017 году доля продукции завода «ОБД» в общем объёме сданного в эксплуатацию в Краснодарском крае жилья составила 4%.
С 2019 года завод освоил строительство не только жилых зданий, но и образовательных учреждений, таких как школы и детские сады. 
В 2023 году предприятие из ЗАО «ОБД» было реорганизовано в АО Специализированный застройщик «ОБД»

## Деятельность
Основным видом деятельности предприятия являются:
- Производство и реализация бетонных блок-комнат.
- Производство и реализация железобетонных изделий: плит перекрытия, фундаментных блоков, железобетонные кольца и т.д.
- Строительство объектов социальной инфраструктуры, оформление дворовых территорий малыми архитектурными формами и зелёными зонами.

## Галерея

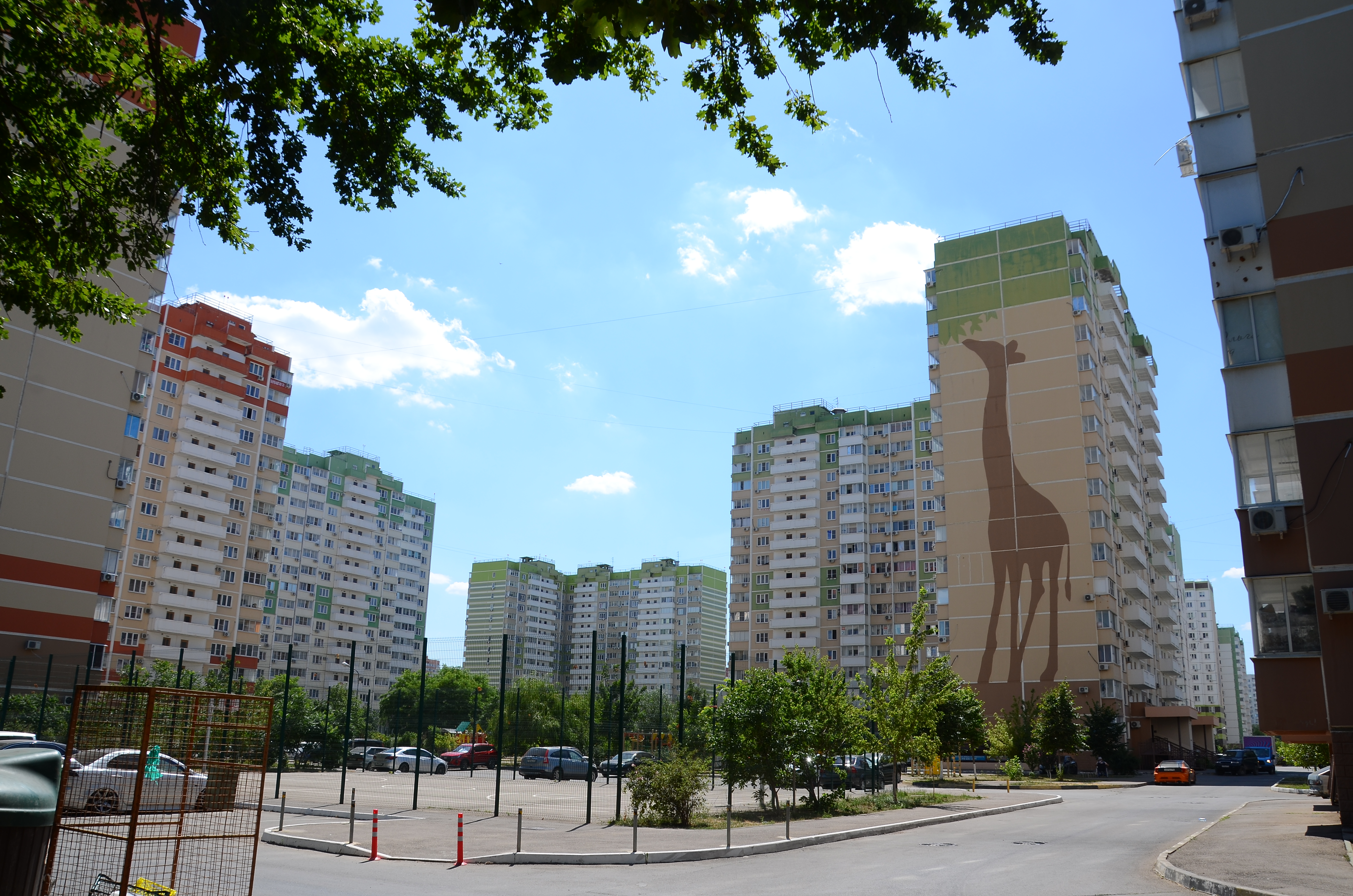
Микрорайон Восточно-Кругликовский, Краснодар
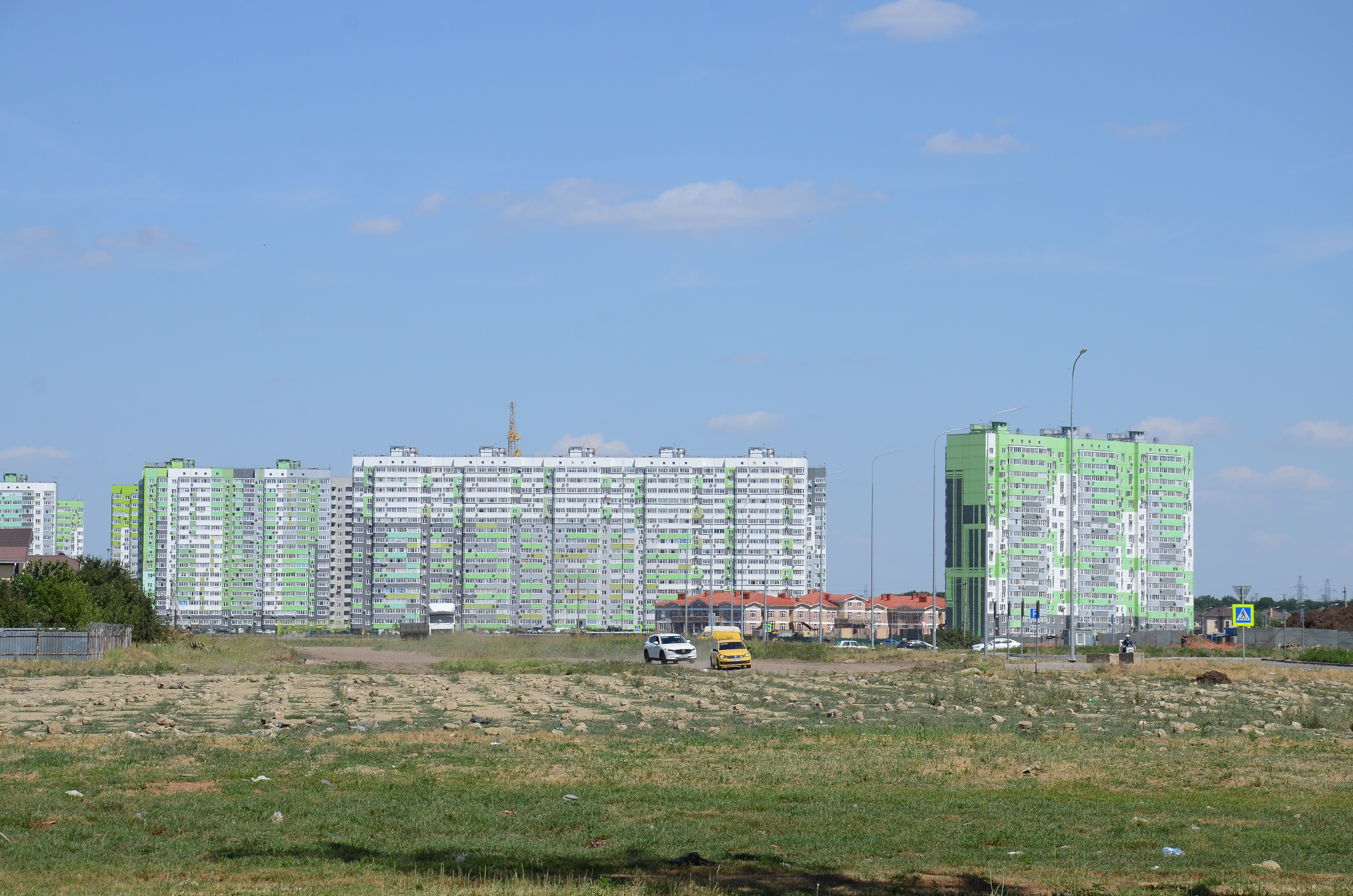
Жилой район Восточный, Краснодар
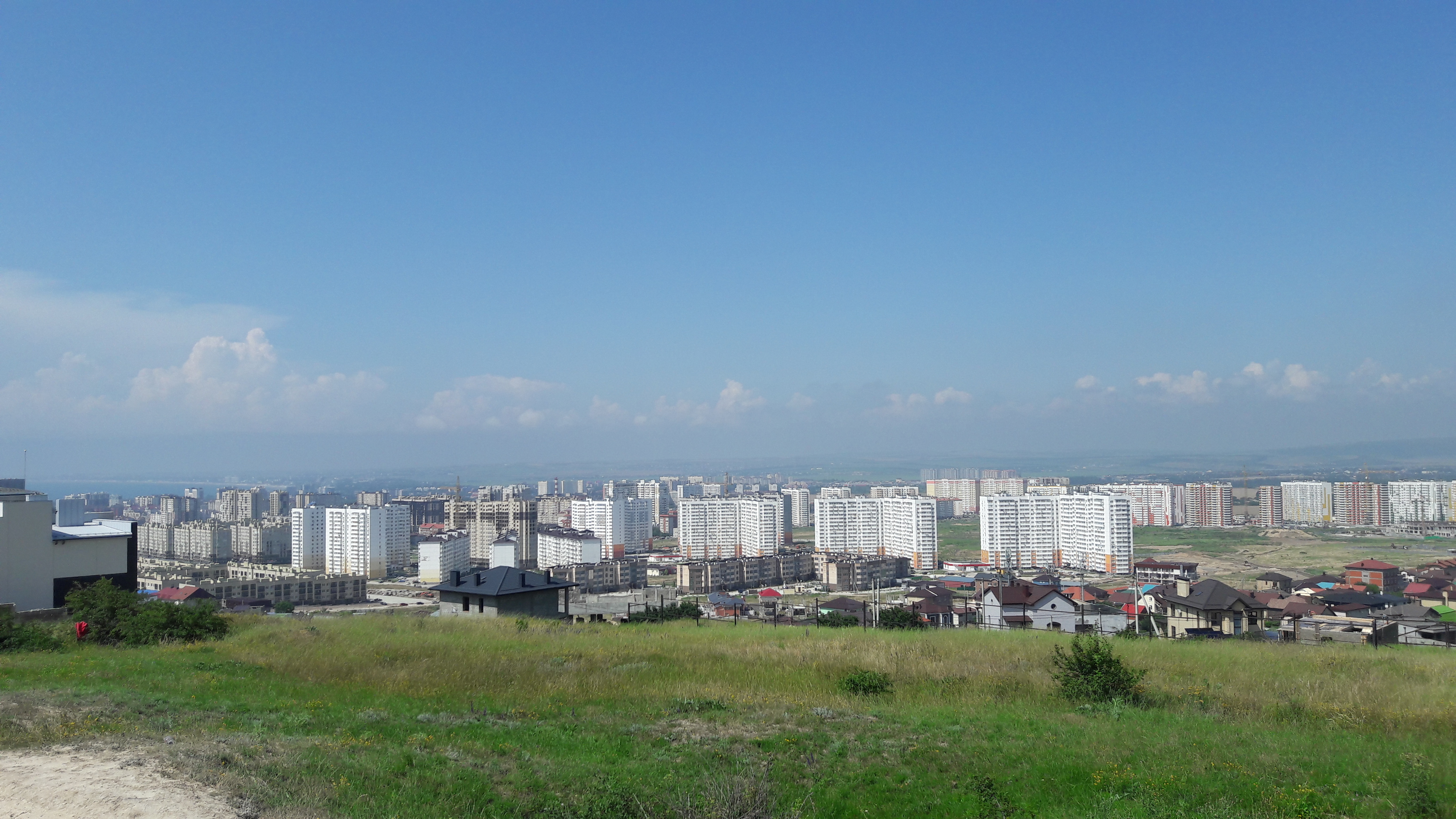
Микрорайон Горгиппия, Анапа
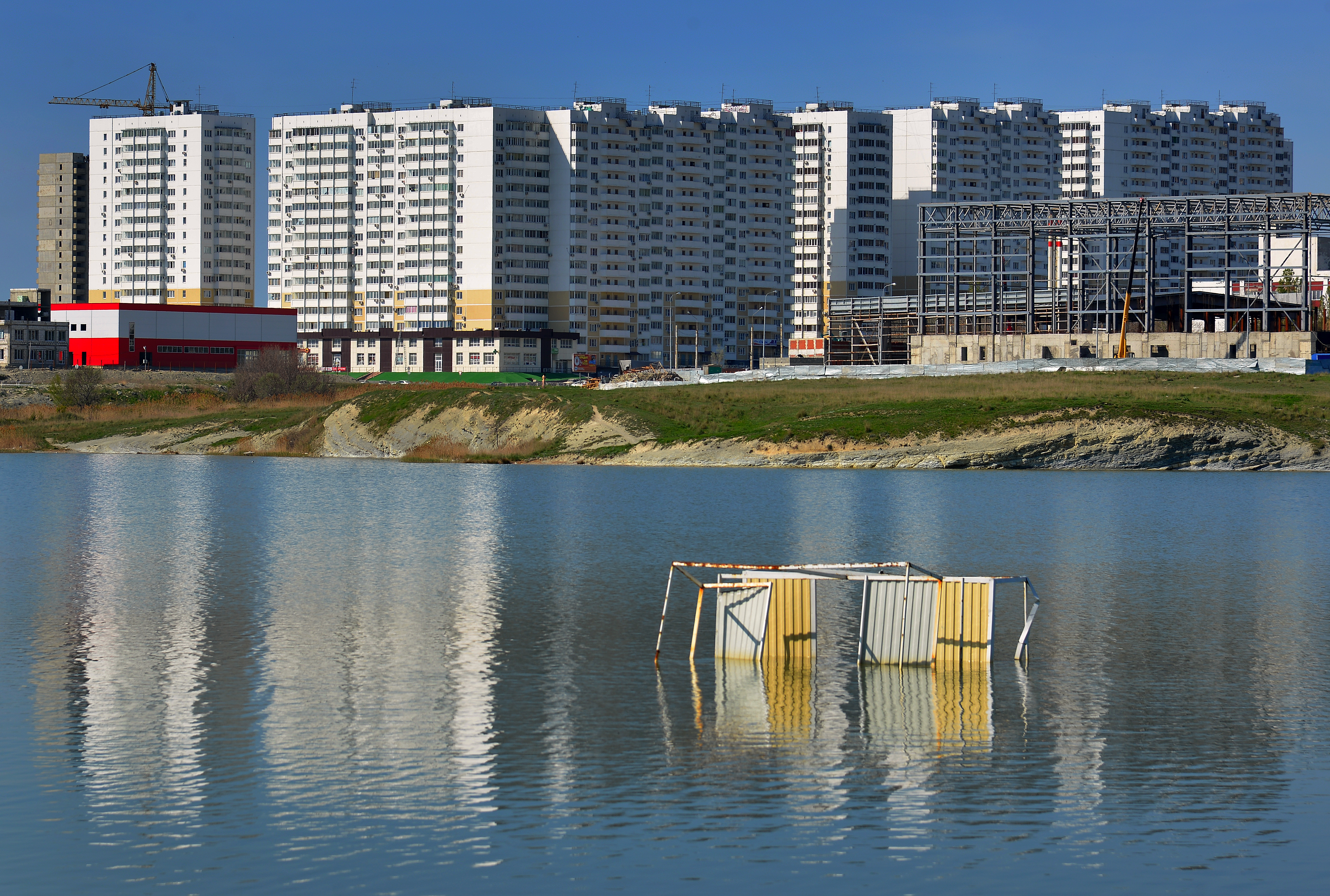
Южный район Новороссийска